# Посольство России в Италии
Посольство Российской Федерации в Итальянской республике — дипломатическое представительство России, расположенное на виа Гаэта в столице государства Риме. На посольство также возложено осуществление дипломатических сношений с Республикой Сан-Марино, поскольку посол России в Италии аккредитуется по совместительству и в этом государстве.

## История развития дипломатических отношений
Первые шаги к установлению дипломатических отношений между Россией и Италией были предприняты в XV веке. В 1471 году Папа Римский отправил в Москву посла Антонио. В послании Папы говорилось о том, что послы московского Великого князя могут свободно направиться во все страны, которые признают духовный примат Рима. В последующие годы интенсивность отношений Москвы с итальянскими государствами усилилась, как посредством династических браков, так и отправкой различных дипломатических миссий.
В мае 1524 года Папа Климент VII отправил в Москву с генуэзским аристократом Паоло Чентурионе письмо с предложением прислать в Рим своего представителя. После пребывания в Москве в течение двух месяцев Паоло Чентурионе вернулся в Рим в сопровождении русского посла Дмитрия Герасимова. Русский великий князь Василий III отправил Герасимова с грамотой, в которой в ответ на посольство Папы изъявлял желание участвовать в Лиге против мусульман. В июне — июле 1525 года Дмитрий был с почётом принят при папском дворе. В качестве подарков он вручил понтифику от своего и великокняжеского имени собольи меха, посетил римский сенат, осмотрел город. Примерно в это время в Европе становится известным портрет Василия III. Возможно, его появление в Европе также связано с визитом в Рим Герасимова. 20 июля 1526 года Дмитрий Герасимов вместе с папским послом вернулся в Москву.
В период правления Петра I предпринимались многочисленные попытки установить дипломатические отношения с Итальянскими государствами, а точнее с Венецианской республикой. В 1711 году в Венеции было учреждено первое на территории Италии и второе в мире после Амстердама российское консульство. Существует историческая гипотеза, что консульство в Венеции возникло по прямому указу Петра I после тайного посещения им венецианских кораблестроительных верфей. Если факт пребывания в Венеции русского царя в настоящее время не имеет неоспоримых доказательств, то имеющиеся в архиве МИД России документы подтверждают, что патент первого русского консула Дмитрия Боциса был подписан 2 марта 1711 года лично Петром Первым. В 1748 году Россия попыталась установить официальные отношения с Венецией и подписать с ней торговый договор. Однако Вена оказала сильное противодействие дипломатическим усилиям, опасаясь усиления Российской империи.
В 1767 году Екатерина II отправила в Италию с секретной миссией братьев Орловых. В результате были установлены политические контакты с лидерами Венецианской республики, королевства Сардинии и других итальянских государств. Немного спустя, в мае 1792 года, были официально установлены дипломатические отношения между Венецией и Российской империей. Екатерина II в одностороннем порядка подписала указ о назначении поверенного в делах в Генуе. В 1776—1778 годах были установлены дипломатические отношения и с Неаполитанским королевством, с которым поддерживались наиболее тесные из всех итальянских государств отношения, в 1783 году — с Пьемонтом, в 1785 году — с Тосканой.
После начала объединения итальянских государств и провозглашения в 1861 году Итальянского королевства во главе с Виктором Эммануилом II Российская империя первое время отказывалась признавать единую Италию и устанавливать с ней дипломатические отношения. Однако спустя некоторое время, в июне 1862 года Россия признала Итальянское королевство. В 1863 году был подписан русско-итальянский торговый договор, который способствовал развитию политических и экономических отношений. В 1876 году миссии двух государств в Санкт-Петербурге и Риме были преобразованы в посольства.
События следующего века: Первая мировая война и Октябрьская революция в России стали причиной разрыва двусторонних отношений. Официально дипломатические отношения между Италией и СССР были восстановлены только 11 февраля 1924 года. Однако 22 июня 1941 года, с началом Великой Отечественной войны, дипломатические отношения между СССР и Италией вновь были разорваны. Нормализованы они были лишь в конце Второй мировой войны 25 октября 1944 года.

## Здание посольства

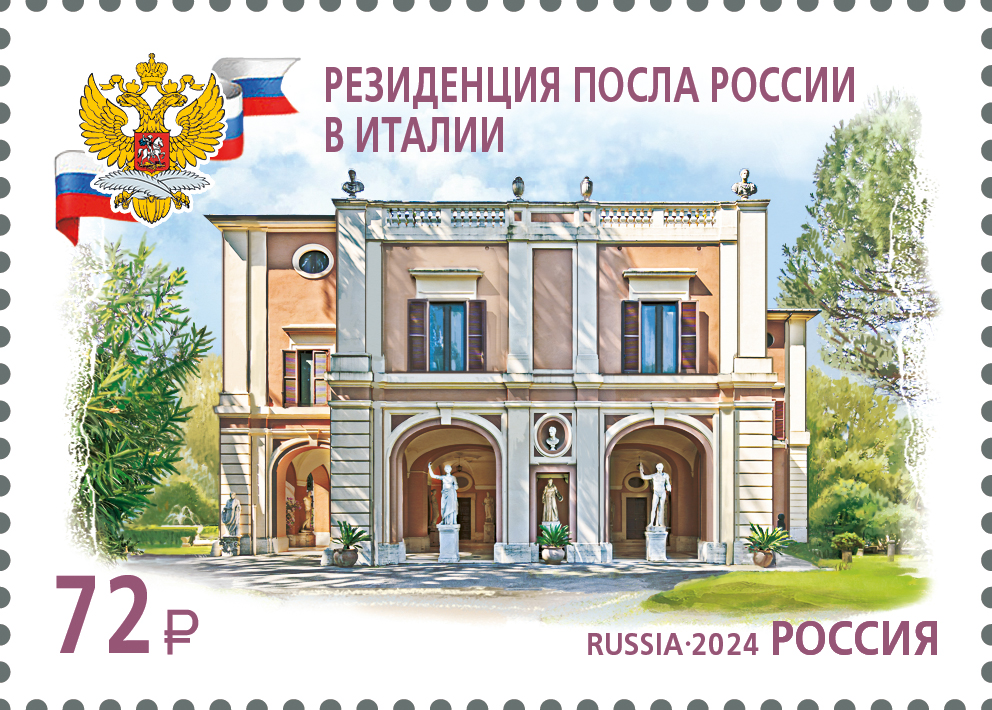
Марка Почты России, 2024 год

До 1902 г. российское дипломатическое представительство находилось во дворце на площади Бенедетто Каироли.
Земельный участок и здание нынешнего диппредставительства были приобретены Императорским Послом России при Его Величестве Короле Италии А. И. Нелидовым у маркиза А.Старабба ди Рудини. В 1889 г. вилла подвергалась перестройке, и с небольшими изменениями сохранила свой вид до нынешнего времени.
2 июля 1902 г. Россия вступила в право владения этой недвижимостью. С тех пор оно служит домом для российских дипломатов уже более века. Здесь служили десятки блестящих дипломатов: С. Р. Воронцов, А. Н. Крупенский, Н. В. Муравьёв. Первым послом в объединённой Италии был дипломат — Эрнест Густавович Штакельберг. Зарплата посла, штатных помощников, прочие расходы составляли по тем временам большую сумму: 49 тысяч 500 рублей. Архив Российского посольства в Риме содержит множество исторических документов, связанных с российско-итальянскими отношениями.
В комплекс зданий посольства Российской Федерации в Риме входит вилла Абамелек, являющаяся официальной резиденцией посла России в Риме. Вилла расположена на территории в 33 гектара, что лишь на четверть уступает по площади территории Ватикана. Вместе с административными и жилыми зданиями посольства на этой территории расположены: школа, больница, театр, спорткомплекс, церковь Святой Великомученницы Екатерины.
История этого места в центре Рима, расположенного по соседству с Ватиканом, необычна. Вилла Абамелек носит имя своего последнего владельца — российского князя Семёна Семёновича Абамелек-Лазарева, потомка армянских аристократических родов Абамелик и Лазаревых. Это типичное городское поместье, которых сохранилось не так уж много в столицах европейских стран. Особенно если учитывать немалые размеры его площади — около 33,8 гектаров. При этом расположено оно в самом центре Рима, за холмом Джаниколо, рядом со знаменитой виллой XVI века Дория Памфили.
Под виллой Абамелек в туннеле проходит железнодорожная ветка длиной 700 метров, соединяющая с 1932 года Ватикан с сетью дорог Италии.
Место, где расположен посольский комплекс России, было приобретено одним из богатейших людей своего времени русским князем Семёном Семёновичем Абамелек-Лазаревым в 1907 году. Сразу после приобретения здесь сразу же начали готовиться к высочайшему визиту. К приезду российского императора была сделана специальная пристройка, где планировали обставить парадный зал для торжественного приёма глав иностранных дипломатических миссий. Однако Николай II до Рима так и не доехал из-за Ленских событий, которые произошли в России.
16 сентября 1916 года князь Семён Семёнович Абамелек-Лазарев скоропостижно скончался и был похоронен в семейной усыпальнице Лазаревых на армянском Смоленском кладбище в Санкт-Петербурге. После смерти князя его супруга Мария Павловна, урождённая Демидова, княгиня Сан-Донато, в соответствии с завещанием, получила виллу Абамелек в пожизненное пользование. Поскольку Абамелек-Лазаревы были бездетны по этому же завещанию после её смерти вилла Абамелек должна была перейти в собственность Российской Императорской Академии художеств с целью организации на ней пансиона для художников и скульпторов, как продолжение традиций, сложившихся при жизни князя.
После смерти мужа Мария Павловна продолжала какое-то время поддерживать порядок, заведённый при его жизни, занималась реставрационными работами, но потом переехала на свою родовую виллу в Пратолино под Флоренцией. Произошедшие события первой половины XX века в Италии и в мире наложили свой отпечаток на судьбу виллы Абамелек.
С 1923 по 1941 год, то есть почти два десятилетия, Народный комиссариат иностранных дел СССР пытался отстоять права на наследство виллы, однако римский суд решением от 13 апреля 1929 года и 27 апреля 1936 года отказал Советской России в праве на наследство, так как в завещании речь шла не о советских организациях, а о совсем других, и объявил М. П. Демидову единственной наследницей виллы.
За год до окончания Второй мировой войны, по ордеру военных властей Союзной Контрольной Комиссии на вилле Абамелек разместились Клуб советских офицеров и Советское Представительство при Контрольной комиссии держав-победительниц. И в это время здесь вспомнили, что вилла по завещанию князя должна была перейти России. Это обстоятельство имело немалое значение при определении окончательной судьбы виллы. В 1946 году итальянские власти конфисковали виллу у вдовы Абамелек-Лазарева королевским декретом с обещанием выплатить компенсацию её стоимости. Основанием послужило то, что Мария Павловна не жила на вилле и та приходила в запустение. В следующем, 1947 году, уже правительственным декретом, так как Италия успела к этому времени стать республикой, вилла была передана Правительству Советского Союза. Это произошло благодаря усилиям советских дипломатов, а также помощи Пальмиро Тольятти, тогдашнего министра юстиции Италии.
После конфискации виллы Мария Павловна прожила ещё 9 лет. Незадолго до смерти в 1955 году она приезжала в Рим, посетила виллу Абамелек и осталась довольна: вилла была приведена в порядок, а профилактические реставрационные работы велись постоянно. Прежде недоступная для посещения, вилла Абамелек известна теперь всему Риму; на ней устраиваются концерты, проводятся выставки работ российских художников. Выполняя пожелания князя, советское правительство предоставило право Академии художеств СССР пользоваться одной из построек виллы. В «Домике Гарибальди» останавливаются художники, скульпторы, деятели искусства, приезжающие в столицу Италии, чтобы провести выставки, конференции и другие мероприятия.
Резиденцию российского посла в Риме итальянцы считают одним из украшений Рима. Украшением интерьера посольства являются многочисленные предметы, относящиеся к художественным ценностям: фламандские гобелены, муранское стекло, антикварная мебель, картины художников западноевропейской школы XVII—XIX веков, этрусский саркофаг, скульптуры Афродиты, Аполлона. Скульптура Аполлона стоит на пьедестале из африканского чёрного мрамора, который является частью колонны, на которой стоял памятник Святому Петру. Когда колонна дала трещину, её нижнюю часть князь Абамелек-Лазарев купил для своего особняка в Риме. В здании посольства бывала вся римская знать, участвуя в приёмах, которые устраивали в российском посольстве.